# Golfo di Mirabella
Il golfo di Mirabella, o baia di Mirabella (o  Mirabello), si trova a nord dell'unità periferica di Lasithiou nell'isola di Creta, la più grande delle isole greche e la quinta più grande del mar Mediterraneo. La capitale della Prefettura è Agios Nikolaos, una città turistica che domina dall'alto la baia. Le vedute panoramiche del golfo di Mirabella sono ottenute dall'antica fortificazione di Lato, il cui sito venne costruito in modo da permettere un punto di avvistamento per gli invasori.